# Klein Windhoek
Klein Windhoek is een buitenwijk van Windhoek, de hoofdstad van Namibië. De plek stond bekend om warme bronnen. Bij de Nama’s stond de plek bekend als //Ai-//Gams en de Herero’s noemden het Otjomuise. Beide namen verwijzen naar de warme bronnen. De voortdurende aanwezigheid van water was aanleiding voor de Nama-groep van Orlam kaptein Jonker Afrikaner om er zich omstreeks 1840 te vestigen.
Jonker Afrikaner bouwde er een kerk voor 500 mensen. Het gebouw werd ook gebruikt als school en missionarissen uit Duitsland begonnen er kort na 1840 met lesgeven.
Tijdens het apartheidsregiem tot 1990 was het alleen voor blanken mogelijk zich in Klein Windhoek te vestigen.
De bedding van de Klein Windhoekrivier loopt door de plaats, en stroomt enkele dagen per jaar.